# Іньяціо Порро
Іньяціо Порро (італ. Ignazio Porro, повне ім'я італ. Paolo Ignazio Pietro Porro; нар. 25 листопада 1801, Пінероло — пом. 8 жовтня 1875, Мілан) — італійський академік, топограф та винахідник оптичних приладів, відомий насамперед завдяки створенню призми Порро.

## Праці
- Tachéometrie, ou L'art de lever des plans et de faire les nivellements avec beaucoup de précision et une économie de temps considerable (фр.). Paris: Dalmont. 1858.
- Manuale pratico di geodesia moderna (італ.). Milano: Tipografia e litografia degli ingegneri. 1869.

1. ↑  www.accademiadellescienze.it